# Izena-jima
Izena-jima (jap. 伊是名島) ist eine Insel der Okinawa-Inseln der Ryūkyū-Inselkette.

## Geografie
Izena-jima hat eine Fläche von 14,12 km² und ist von einem Korallenriff umgeben. 1,2 km südlich liegt die Insel Yanaha-jima und 500 m östlich das Eiland Urugami-jima. Bis in die 80er oder 90er lag zudem noch 300 m westlich die Insel Yanoshita-jima, die dann jedoch durch Neulandgewinnung mit Izena-jima verbunden und zur Halbinsel wurde. Zwischen Iheya-jima und Izena-jima liegt zudem 2,2 km nördlich Gushikawa-shima.
Alle diese Inseln, außer Iheya-jima, gehören administrativ zur Gemeinde Izena, wobei Izena-jima die einzige bewohnte ist. Zum 1. Januar 2015 lebten auf der Insel 1535 Einwohner in 771 Haushalten. Die Hauptwirtschaftssektoren der Gemeinde sind die Landwirtschaft, vor allem Zuckerrohr und Reis, und die Fischerei.